# Панюков, Андрей Владимирович
Андре́й Влади́мирович Панюко́в (род. 25 сентября 1994, Москва) — российский футболист, нападающий.

## Карьера

### Клубная

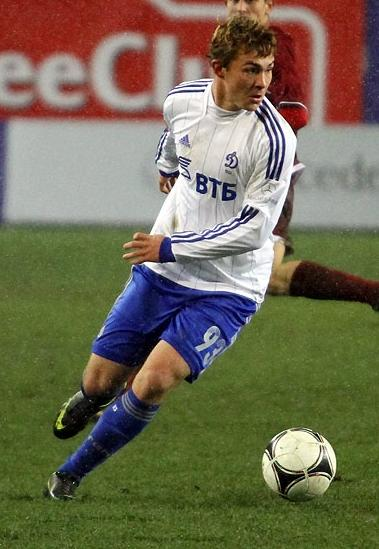
В составе «Динамо»

Панюков родился в Москве, где и начал заниматься футболом в школе «Спартака». Затем были «Локомотив», «Мегасфера» и «Москва», после которых он оказался в школе «Динамо». В марте 2011 года был заявлен за «Динамо» для участия в чемпионате России. В составе молодёжной команды дебютировал 23 июля, в матче с «Ростовом» (5:1), в котором вышел на замену на 78 минуте игры, а на 82 минуте забил гол. Всего в молодёжном первенстве 2011 провёл 10 матчей, в которых забил три мяча. В сезоне 2011/12 провёл 12 матчей, забил 13 мячей, благодаря чему стал лучшим бомбардиром молодёжного первенства, а молодёжная команда «Динамо» стала его победителем.
Летом 2012 года проходил предсезонные сборы вместе с первой командой «Динамо». 14 июля, в товарищеской игре с «Юнгшиле» (7:2), отметился хет-триком. 19 июля заключил новый контракт с клубом, рассчитанный на 3 года. 21 июля, в матче с нижегородской «Волгой» (0:1), состоялся дебют в Премьер-лиге. Панюков вышел на поле на 78 минуте встречи, заменив Леандро Фернандеса. 31 октября открыл счет своим мячам за первую команду «Динамо», забив победный гол в кубковом матче с «Химками» (2:1).
20 февраля 2013 года перешёл на правах аренды в «Химки». 4 февраля 2014 года был арендован клубом «Спартак-Нальчик». 25 июля 2014 года на правах аренды перешёл в калининградскую «Балтику». Соглашение было подписано сроком на 1 год с правом отзыва игрока из аренды зимой 2015 года. В ноябре 2014 клуб и игрок расторгли соглашение по обоюдному согласию.
19 января 2015 года Панюков на правах аренды перешёл в литовский «Атлантас» до конца сезона-2014/15. В дебютном для себя матче, 28 февраля 2015 года, забил 4 мяча в ворота клуба «Тракай». 17 марта 2015 года забил ещё 4 гола в матче 4-го тура чемпионата Литвы против «Шяуляй» (5:0). По истечении контракта с «Динамо» в июне 2015 года остался в «Атлантасе».
31 августа 2015 года французский «Аяччо» арендовал Панюкова на сезон. В июне 2016 на правах аренды должен был перейти в клуб второго французского дивизиона «Ним». 16 июля 2016 года стало известно, что Панюков возвращается в «Атлантас» из-за проблем с визой.
Летом 2016 года португальская «Брага» взяла Панюкова в годичную аренду с правом выкупа. По ходу сезона был переведён во вторую команду, где отыграл всего 6 игр. 30 января контракт 2017 года был расторгнут по обоюдному согласию. В феврале 2017 года вновь вернулся в «Атлантас».
10 августа 2017 подписал трёхлетний контракт с петербургским «Зенитом». Дебютировал в чемпионате России 20 августа в гостевом матче против «Амкара» (1:0), выйдя на замену на 80-й минуте. 27 июня 2019 года официально перешёл в «Урал», подписав контракт сроком на 4 года, при этом предыдущий клуб сохранил за ним приоритетное право выкупа. В 2022 году играл за казахстанский «Кызыл-Жар» (на правах аренды) и московский «Велес» (с которым заключил контракт в августе после ухода из «Урала»). В 2023 году заявлен за белорусский клуб «Славия-Мозырь». В июне 2023 года футболист покинул белорусский клуб.
В июле 2023 года футболист перешёл в новополоцкий «Нафтан».
В феврале 2024 года футболист присоединился к борисовскому БАТЭ, с которым подписал однолетний контракт

### В сборной
В 2011 году выступал за юношескую сборную России (до 17 лет), в составе которой провёл три матча.

## Клубная статистика
| Клуб              | Лига                | Сезон               | Лига | Лига | Кубки | Кубки | Еврокубки | Еврокубки | Итого | Итого |
| Клуб              | Лига                | Сезон               | Игры | Голы | Игры  | Голы  | Игры      | Голы      | Игры  | Голы  |
| ----------------- | ------------------- | ------------------- | ---- | ---- | ----- | ----- | --------- | --------- | ----- | ----- |
| Динамо (Москва)   | Премьер-лига        | 2012/13             | 3    | 0    | 1     | 1     | 1         | 0         | 5     | 1     |
| Динамо (Москва)   | Премьер-лига        | 2013/14             | 3    | 1    | 1     | 0     | 0         | 0         | 4     | 1     |
| Динамо (Москва)   | Итого               | Итого               | 6    | 1    | 2     | 1     | 1         | 0         | 9     | 2     |
| → Химки           | ФНЛ                 | 2012/13             | 8    | 0    | 0     | 0     | 0         | 0         | 8     | 0     |
| → Химки           | Итого               | Итого               | 8    | 0    | 0     | 0     | 0         | 0         | 8     | 0     |
| → Спартак-Нальчик | ФНЛ                 | 2013/14             | 12   | 2    | 0     | 0     | 0         | 0         | 12    | 2     |
| → Спартак-Нальчик | Итого               | Итого               | 12   | 2    | 0     | 0     | 0         | 0         | 12    | 2     |
| → Балтика         | ФНЛ                 | 2014/15             | 7    | 1    | 2     | 0     | 0         | 0         | 9     | 1     |
| → Балтика         | Итого               | Итого               | 7    | 1    | 2     | 0     | 0         | 0         | 9     | 1     |
| → Атлантас        | Лига А              | 2015                | 15   | 17   | 3     | 0     | 2         | 0         | 20    | 17    |
| → Атлантас        | Итого               | Итого               | 15   | 17   | 3     | 0     | 2         | 0         | 20    | 17    |
| Атлантас          | Лига А              | 2015                | 5    | 3    | 0     | 0     | 0         | 0         | 5     | 3     |
| Атлантас          | Лига А              | 2016                | 2    | 0    | 0     | 0     | 2         | 0         | 4     | 0     |
| Атлантас          | Лига А              | 2017                | 14   | 11   | 0     | 0     | 0         | 0         | 14    | 11    |
| Атлантас          | Итого               | Итого               | 21   | 14   | 0     | 0     | 2         | 0         | 23    | 14    |
| Атлантас          | Всего за «Атлантас» | Всего за «Атлантас» | 36   | 31   | 3     | 0     | 4         | 0         | 43    | 31    |
| → Аяччо           | Лига 2              | 2015/16             | 23   | 6    | 3     | 0     | 0         | 0         | 26    | 6     |
| → Аяччо           | Итого               | Итого               | 23   | 6    | 3     | 0     | 0         | 0         | 26    | 6     |
| → Аяччо Б         | ЛЧФ 2               | 2015/16             | 5    | 7    | 0     | 0     | 0         | 0         | 5     | 7     |
| → Аяччо Б         | Итого               | Итого               | 5    | 7    | 0     | 0     | 0         | 0         | 5     | 7     |
| → Брага Б         | Сегунда лига        | 2015/16             | 6    | 0    | 0     | 0     | 0         | 0         | 6     | 0     |
| → Брага Б         | Итого               | Итого               | 6    | 0    | 0     | 0     | 0         | 0         | 6     | 0     |
| Зенит             | Премьер-лига        | 2017/18             | 2    | 0    | 0     | 0     | 0         | 0         | 2     | 0     |
| Зенит             | Итого               | Итого               | 2    | 0    | 0     | 0     | 0         | 0         | 2     | 0     |
| → Зенит-2         | ФНЛ                 | 2017/18             | 26   | 14   | 0     | 0     | 0         | 0         | 26    | 14    |
| → Зенит-2         | Итого               | Итого               | 26   | 14   | 0     | 0     | 0         | 0         | 26    | 14    |
| → Урал            | Премьер-лига        | 2018/19             | 21   | 6    | 5     | 1     | 0         | 0         | 26    | 7     |
| → Урал            | Итого               | Итого               | 21   | 6    | 5     | 1     | 0         | 0         | 27    | 8     |
| Всего за карьеру  | Всего за карьеру    | Всего за карьеру    | 144  | 67   | 14    | 2     | 5         | 0         | 153   | 69    |

### Молодёжное первенство среди клубов премьер-лиги
| Клуб              | Сезон            | Игры | Голы |
| ----------------- | ---------------- | ---- | ---- |
| Динамо-м (Москва) | 2011             | 9    | 3    |
| Динамо-м (Москва) | 2011/12          | 13   | 13   |
| Динамо-м (Москва) | 2012/13          | 10   | 9    |
| Динамо-м (Москва) | 2013/14          | 12   | 10   |
| Всего за карьеру  | Всего за карьеру | 44   | 35   |

## Достижения

### Командные
- Бронзовый призёр Чемпионата Литвы: 2015.
- Победитель молодёжного первенства России: 2011/12
- Обладатель Кубка Содружества: 2013
- Финалист Кубка Литвы: 2014/15

### Личные
- Лучший бомбардир молодёжного первенства России: 2011/12 (13 голов)